# Classifiche dei marcatori dei campionati nazionali di calcio - CONMEBOL
Nella seguente lista sono inclusi — ove disponibili — i nomi dei migliori dieci marcatori dei campionati di prima divisione delle nazioni affiliate alla CONMEBOL.

## Argentina
| Pos. | Nome                | Anni      | Partite | Reti | %    |
| ---- | ------------------- | --------- | ------- | ---- | ---- |
| 1    | Arsenio Erico       | 1934-1947 | 332     | 293  | 88%  |
| 2    | Ángel Labruna       | 1939-1959 | 515     | 292  | 57%  |
| 3    | Herminio Masantonio | 1931-1945 | 358     | 256  | 72%  |
| 4    | Manuel Pelegrina    | 1938-1956 | 490     | 231  | 47%  |
| 5    | José Sanfilippo     | 1953-1972 | 330     | 226  | 68%  |
| 6    | Martín Palermo      | 1991-2011 | 358     | 222  | 62%  |
| 7    | Ricardo Infante     | 1942-1961 | 439     | 217  | 49%  |
| 8    | Oscar Más           | 1964-1985 | 429     | 215  | 50%  |
| 9    | Bernabé Ferreyra    | 1931-1939 | 197     | 206  | 105% |
| 10   | Carlos Bianchi      | 1967-1984 | 324     | 206  | 64%  |

## Bolivia
Aggiornato al 18 agosto 2011
| Pos. | Nome                  | Anni      | Partite | Reti |
| ---- | --------------------- | --------- | ------- | ---- |
| 1    | Víctor Antelo         | 1983-2001 | 471     | 348  |
| 2    | Juan Carlos Sánchez   | 1979-1992 | 349     | 254  |
| 3    | Fernando Salinas      | 1980-1993 | 313     | 196  |
| 4    | Jesús Reynaldo        | 1977-1993 | 250     | 187  |
| 5    | Limberg Gutiérrez     | 1997-     | 410     | 168  |
| 6    | Horacio Baldessari    | 1977-1989 | 210     | 156  |
| 7    | Joaquín Botero        | 1997-     | 223     | 151  |
| 8    | Cristino Jara         | 1998-     | 289     | 150  |
| 9    | José Alfredo Castillo | 1977-1992 | 201     | 144  |
| 10   | Carlos Monteiro       | 1995-2008 | 352     | 137  |
| 10   | Luis Ramallo          | 1982-1999 | 423     | 137  |

## Brasile
Non vengono conteggiati i goal segnati nei tanti campionati statali
| Pos. | Nome             | Anni      | Partite | Reti |
| ---- | ---------------- | --------- | ------- | ---- |
| 1    | Roberto Dinamite | 1971-1989 | ?       | 190  |
| 2    | Romário          | 1986-2008 | ?       | 158  |
| 3    | Edmundo          | 1992-2008 | ?       | 153  |
| 4    | Zico             | 1974-1989 | ?       | 135  |
| 5    | Túlio            | 1987-2001 | ?       | 129  |
| 6    | Serginho Chulapa | 1975-1988 | ?       | 125  |
| 7    | Dario            | 1971-1985 | ?       | 113  |
| 8    | Evair            | 1986-2003 | ?       | 101  |
| 9    | Careca           | 1978-1986 | ?       | 92   |
| 10   | Reinaldo         | 1973-1985 | ?       | 90   |

## Colombia
| Pos. | Nome                  | Reti |
| ---- | --------------------- | ---- |
| 1    | Sergio Galván Rey     | 218  |
| 2    | Iván Valenciano       | 217  |
| 3    | Hugo Lóndero          | 211  |
| 4    | Jorge Gallego         | 201  |
| 5    | Omar Devanni          | 195  |
| 6    | Arnoldo Iguarán       | 185  |
| 7    | Willington Ortiz      | 183  |
| 8    | José Verdún           | 182  |
| 9    | Jorge Ramón Cáceres   | 182  |
| 10   | Rubén Darío Hernández | 180  |

## Ecuador
Aggiornato al 2009.
| Pos. | Nome                  | Anni      | Partite | Reti |
| ---- | --------------------- | --------- | ------- | ---- |
| 1    | Ermen Benítez         | 1980-1995 | 427     | 191  |
| 2    | Jorge Ron             | 1972-1987 | ?       | 181  |
| 3    | Ebelio Ordóñez        | 1996-2007 | 449     | 159  |
| 4    | Ángel Liciardi        | 1970-1978 | ?       | 154  |
| 5    | Fabián Paz y Miño     | 1972-1988 | 372     | 153  |
| 6    | Geovanny Mera         | 1980-1995 | 485     | 150  |
| 7    | Hamilton Cuvi         | 1978-1996 | 480     | 147  |
| 8    | Carlos Alberto Juárez | 1996-2007 | 303     | 141  |
| 9    | Ariel Graziani        | 1995-2006 | 211     | 134  |
| 10   | José Villafuerte      | 1975-1989 | 411     | 125  |

## Uruguay
| Pos. | Nome              | Anni      | Partite | Reti | %    |
| ---- | ----------------- | --------- | ------- | ---- | ---- |
| 1    | Fernando Morena   | 1969-1984 | 244     | 230  | 94%  |
| 2    | Atilio García     | 1938-1950 | 210     | 208  | 99%  |
| 3    | Héctor Scarone    | 1916-1934 | 191     | 163  | 85%  |
| 4    | Pablo Terevinto   | 1920-1931 | 157     | 124  | 79%  |
| 5    | Alberto Spencer   | 1960-1970 | 166     | 113  | 68%  |
| 6    | René Borjas       | 1920-1931 | 199     | 109  | 55%  |
| 7    | Héctor Castro     | 1921-1936 | 181     | 107  | 59%  |
| 7    | Óscar Míguez      | 1948-1960 | 137     | 107  | 78%  |
| 9    | Pedro Petrone     | 1923-1933 | 97      | 103  | 106% |
| 10   | Peregrino Anselmo | 1922-1935 | 180     | 102  | 57%  |